# 第3次伊藤内閣
第3次伊藤内閣（だいさんじ いとうないかく）は、元老・伯爵の伊藤博文が第7代内閣総理大臣に任命され、1898年（明治31年）1月12日から1898年（明治31年）6月30日まで続いた日本の内閣。

## 内閣人事
国務大臣
1898年（明治31年）1月12日任命。在職日数170日（第1次、2次、3次通算2,516日）。
| 職名 | 代 | 氏名       | 氏名 | 出身等                                                     | 特命事項等 | 備考                   |
| --- | -- | ---------- | ---- | ---------------------------------------------------------- | ---------- | ---------------------- |
| 内閣総理大臣 | 7  | 伊藤博文   |      | 旧長州藩 伯爵                                              |            |                        |
| 外務大臣 | 13 | 西徳二郎   |      | 旧薩摩藩 男爵                                              |            | 留任                   |
| 内務大臣 | 12 | 芳川顕正   |      | 旧徳島藩 子爵                                              |            |                        |
| 大蔵大臣 | 6  | 井上馨     |      | 旧長州藩 伯爵                                              |            |                        |
| 陸軍大臣 | 5  | 桂太郎     |      | 旧長州藩 （陸軍中将→） 陸軍大将 子爵                       |            | 初入閣                 |
| 海軍大臣 | 4  | 西郷従道   |      | 旧薩摩藩 国民協会 （海軍大将→） 元帥海軍大将 陸軍中将 伯爵 |            | 留任 国民協会会頭      |
| 司法大臣 | 7  | 曾禰荒助   |      | 旧長州藩                                                   |            | 初入閣                 |
| 文部大臣 | 10 | 西園寺公望 |      | 旧公家 貴族院 無所属 侯爵                                  |            | 1898年4月30日免        |
| 文部大臣 | 11 | 外山正一   |      | 旧幕臣 貴族院 無所属                                       |            | 初入閣 1898年4月30日任 |
| 農商務大臣 | 13 | 伊東巳代治 |      | 旧肥前国 男爵                                              |            | 初入閣 1898年4月26日免 |
| 農商務大臣 | 14 | 金子堅太郎 |      | 旧福岡藩 貴族院 無所属                                     |            | 初入閣 1898年4月26日任 |
| 逓信大臣 | 7  | 末松謙澄   |      | 旧豊前国 男爵                                              |            | 初入閣                 |
| 班列 | -  | 黒田清隆   |      | 旧薩摩藩 陸軍中将 伯爵                                     | 枢密院議長 | 留任 1898年6月27日免   |
| 1. 辞令のある留任は個別の代として記載し、辞令のない留任は記載しない。 2. 臨時代理は、大臣空位の場合のみ記載し、海外出張時等の一時不在代理は記載しない。 3. 代数は、臨時兼任・臨時代理を数えず、兼任・兼務は数える。 |    |            |      |                                                            |            |                        |

内閣書記官長・法制局長官
1898年（明治31年）1月12日任命。
| 職名 | 代 | 氏名       | 氏名 | 出身等                 | 特命事項等   | 備考 |
| --- | -- | ---------- | ---- | ---------------------- | ------------ | ---- |
| 内閣書記官長 | 8  | 鮫島武之助 |      | 旧薩摩藩 貴族院 無所属 |              |      |
| 法制局長官 | 6  | 梅謙次郎   |      | 旧松江藩               | 内閣恩給局長 | 留任 |
| 1. 辞令のある留任は個別の代として記載し、辞令のない留任は記載しない。 2. 臨時代理は、大臣空位の場合のみ記載し、海外出張時等の一時不在代理は記載しない。 3. 代数は、臨時兼任・臨時代理を数えず、兼任・兼務は数える。 |    |            |      |                        |              |      |

勢力早見表
※ 内閣発足当初（前内閣の事務引継は除く）。
| 出身藩閥     | 国務大臣 | その他       |
| ------------ | -------- | ------------ |
| 旧公家       | 1        |              |
| 旧薩摩藩     | 3        | 内閣書記官長 |
| 旧長州藩     | 4        |              |
| 旧土佐藩     | 0        |              |
| 旧肥前藩     | 1        |              |
| 旧幕臣       | 0        |              |
| その他の旧藩 | 1        | 法制局長官   |
| -            | 10       |              |

## 内閣の動き
前内閣の第2次松方内閣は、長年の懸案であった地租増徴に手を付けようとしたところ、議会運営で衆議院多数派の進歩党（大隈重信党首）と自由党（板垣退助党首）の双方と対立し、情勢打開を目指して衆議院解散したものの（1897年12月25日）、政権運営に自信を失って同日内閣総辞職した。薩摩閥の松方の後継の首相には長州出身の伊藤博文・山縣有朋両元首相が27日の元老会議で推薦され、翌1898年1月12日、伊藤が3度目の首相就任した。
伊藤は元来、安定的な政権運営（衆議院対策）のために政党との連立（超然主義からの脱却）に積極的であり、組閣段階で進歩、自由両党に接触、大隈・板垣両党首の入閣による大連立を計画していたが、両者がともに内相ポストを希望していたが伊藤側は大隈に農商務相、板垣に司法相を提示して対立、その他両党の要求を藩閥側が飲めない内容であったため、伊藤は議会との連立を断念、議会に基盤を持たない状態で政権を発足させ、総選挙の結果を待った（西園寺文相、伊東農商務相、末松逓信相が伊藤系、芳川内相、桂陸相、曾根法相が山縣系で、薩長間では長州閥優勢）。
第5回衆議院議員総選挙（3月15日投票）では、自由、進歩両党で総議席の7割近くを獲得する。僅差で第一党になった自由党は第2次伊藤内閣時に連立を組んでいた間柄であることから、首相側近の伊東農商務相と自由党幹部の林有造が接触、板垣総理の入閣で合意したことから、閣議に諮られる。しかし閣僚らは井上蔵相を筆頭に反対意見が多数を占めたため板垣入閣は流れ、伊東は農商務相を辞任（4月26日）、内閣は少数与党のままで議会に臨んだ。
5月に召集された第12回帝国議会では、政府が主要法案として提出した衆議院選挙法改正案と地租増徴法案について、前者は衆議院審議で大幅修正（その後内閣の依頼により貴族院側で否決、廃案）、後者は大差で否決された（6月10日）。内閣は同10日に前回選挙からわずか3か月で衆議院を再度解散する。すると22日、自由・進歩両党が合同して憲政党を結成、（解散後とはいえ）衆議院始まって以来の一大政党が誕生した。
選挙後の議会運営の見通しの立たなくなった伊藤首相は、藩閥側でも自前の政党を組織し、自身が党首となって総選挙に臨むことを決意する。衆議院で否決された両法案は財界では支持する勢力が大きかったことから、井上蔵相を介して財界人に協力を呼びかけ、蔵相官邸に新党創立事務所を置き、新党結成の運動を開始した。しかしこれに対して、政党に反感を持つ山縣が反発、山縣系の閣僚らも反対の立場をとり、どうしてもやるならば配下の者にやらせておけばよく、元老のメンバーである伊藤自らが総指揮を執るのは超然主義の精神から好ましくない、という立場をとった。24日の元老会議において伊藤と山縣の間で激論が行われたが意見は一致を見ず、藩閥内をまとめることのできなかった伊藤はその日のうちに辞職を決意、後継には議会勢力の当事者である板垣・大隈両名を推す。元老間でもこの時局で伊藤に代わり政権を引き受ける者はいなかったため、板垣・大隈両名に大命降下がなされ、30日、第1次大隈内閣（隈板内閣）が発足する。

## 主な政策
- 対外政策 - 組閣前の1月10日に開かれた御前会議で、伊藤は日清戦争後弱体化した清を外国勢力が分割を目論んでいる情勢に鑑みて、日本はまだ列強と肩を並べられないほど弱く、同盟国もいない状態で局外中立を取るしかないと外交方針を掲げ、山縣ら元老と明治天皇の賛同を得た。この方針に沿い、4月に日本領である台湾を守るため対岸の福建省を列強に割譲しないよう清と約束、朝鮮を巡り不穏な関係になっていたロシアとは朝鮮において政治的に対等とする西・ローゼン協定を結び、外交では当面の危機を避けた[10]。
- 地租増徴 否決（2.5%→3.7%） - 第1次大隈内閣瓦解後に成立した第2次山縣内閣は政党と妥協して地租増徴法案と衆議院選挙法改正案を修正した上で可決。
- 衆議院選挙法改正 否決 - 選挙権有資格者の納税引き下げ、小選挙区から大選挙区の変更。同じく第2次山縣内閣で修正可決成立。
- 宮中改革 - 2月9日に首相より天皇に宮中改革を上奏、この時は実行されなかったが、1899年（明治32年）に再度提案した改革意見を明文化するために帝室制度調査局が発足、伊藤はここを軸足として明治制度改革に尽くした。
- 新党結成 - 伊藤は下野後も新党結成をすすめ、1900年（明治33年）9月15日に立憲政友会を創設して第4次伊藤内閣を組閣、内閣自体は第3次と同じく短期間で辞職したが、立憲政友会は日本の二大政党として発展した。